# 堀江新二
堀江新二（ほりえ しんじ、1948年3月1日 - ）は、ロシア演劇の研究者、大阪大学名誉教授。

## 来歴
東京都中野区鷺ノ宮生まれ。早稲田大学大学院文学研究科ロシア文学科修士課程修了。1975-76年モスクワ大学で学ぶ。76-79年ノーヴォスチ通信社東京支局勤務。1982-88年モスクワ・ラドガ出版所勤務。88-92年大映勤務「おろしや国酔夢譚」製作コーディネーター。1992年天理大学助教授、1998年大阪外国語大学助教授、教授、2006年大阪大学言語文化研究科教授、2013年定年退任、名誉教授。2013年シアター・コミュニケーション・ラボ大阪所長。
ゴーゴリ「結婚」の新訳と、モスクワ・エトセトラ劇場来日公演、チェーホフ「人物たち」の新訳、文芸協力などにより2002年湯浅芳子賞受賞。

## 著書
- 『したたかなロシア演劇 タガンカ劇場と現代ロシア演劇』世界思想社 1999
- 『演劇のダイナミズム ロシア史のなかのチェーホフ』東洋書店 旅・ダイナミズム・越境 2004

### 共著
- 『したたかなロシア人 ペレストロイカの周辺』堀江陽子共著 講談社 1989
- 『ロシア演劇の魅力 ワンダーランド・ロシアは演劇の国 劇場案内付き』N.スタロセーリスカヤ/松川直子共著 東洋書店 ユーラシア・ブックレット 2002
- 『ペテルブルグ舞台芸術の魅力 演劇とバレエ案内』篠崎直也/小野田みどり共著 東洋書店 ユーラシア・ブックレット 2008

### 翻訳
- ベーラヤ編『ゴーリキイと現代 論文集』ラドガ出版所 1985
- セルゲイ・アレクセーエフ『図説・物語ロシアの歴史』長島七穂共訳 新読書社 1985
- アレクサンドル・ガーリン『夜明けの星たち』岩波書店 ソビエト演劇の現在 1989
- ワフターンゴフ『演劇の革新 演劇論・日記・覚え書・同時代の回想』群像社演劇論シリーズ 1990
- ユーリィ・ドミトリエフ『人間を助ける動物』新読書社 シリーズ・人間と動物 1990
- ゴーゴリ『結婚 二幕のまったくありそうにない出来事』群像社 ロシア名作ライブラリー 2001
- チェーホフ『かもめ 四幕の喜劇』群像社 ロシア名作ライブラリー 2002
- アレクサンドル・ガーリン『ジャンナ 2幕』群像社ライブラリー 2006
- コンスタンチン・スタニスラフスキー『俳優の仕事 俳優教育システム』全3部 岩田貴・浦雅春・安達紀子共訳 未來社 2008-2009
- チェーホフ『さくらんぼ畑 四幕の喜劇』ニーナ・アナーリナ共訳 群像社 ロシア名作ライブラリー 2011
- セルゲイ・チェルカッスキー『スタニスラフスキーとヨーガ』未來社 2015

## 論文
- ＜堀江新二